# Gagata gagata
Gagata gagata es una especie de pez siluriforme de la familia Sisoridae.

## Descripción
Los machos pueden llegar alcanzar los 30,5 cm de longitud total.
Número de vértebras: 38-39.

## Hábitat
Es un pez demersal y de clima tropical.

## Distribución
Es propio de Asia, encontrándose en India Bangladés y Birmania